# 申維普費爾山 (1,813米)
46°32′48″N 13°31′11″E / 46.54667°N 13.51972°E

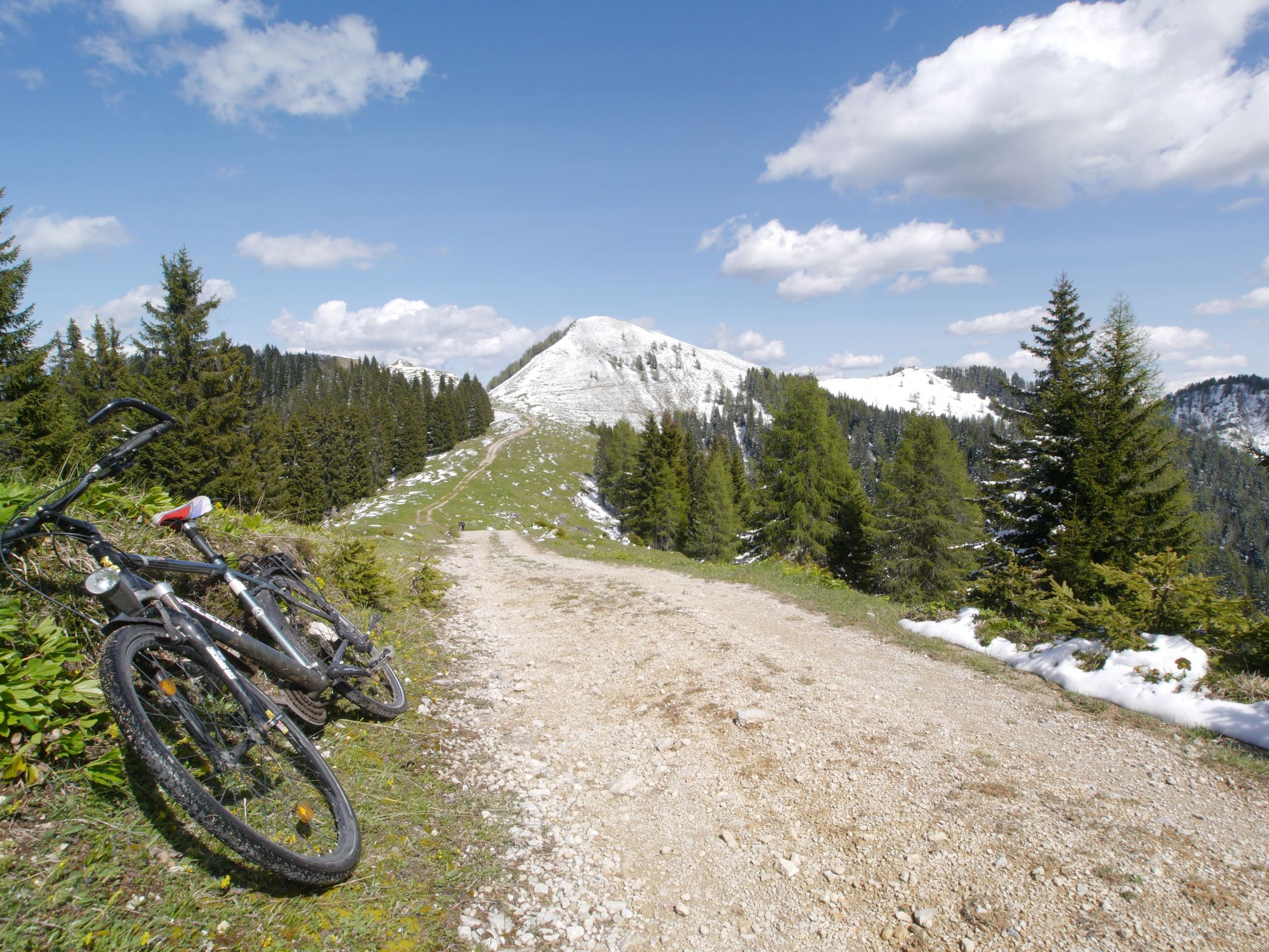

申維普費爾山（德語：Schönwipfel），是中歐的山峰，位於奧地利和意大利接壤的邊境，屬於卡爾尼克阿爾卑斯山脈的一部分，海拔高度1,813米，每年平均降雨量2,482毫米。